# J. D. Salinger
Jerome David Salinger (1. ledna 1919 New York – 27. ledna 2010 New Hampshire) byl americký spisovatel publikující pod jménem J. D. Salinger a známý svým románem Kdo chytá v žitě vydaným v roce 1951. Od roku 1965 nevydal žádné nové dílo a od roku 1980 neposkytl žádný rozhovor. Od roku 1963 žil v Cornishi v New Hampshiru.
Vyrůstal na Manhattanu a již na střední škole začal psát krátké povídky. Před službou ve druhé světové válce několik povídek také vydal. V roce 1948 vydal v magazínu The New Yorker kritiky uznávanou povídku Den jako stvořený pro banánové rybičky. V roce 1951 vyšel román Kdo chytá v žitě, který se stal ihned velmi úspěšným. Jeho popis dospívání a ztráty nevinnosti hlavní postavy Holdena Caulfielda měl velký vliv především na dospívající čtenáře. Tento román je stále velmi úspěšný a prodá se ho okolo 250 tisíc výtisků ročně.
Úspěch románu Kdo chytá v žitě vedl k veřejnému zájmu o jeho osobu. Salinger se stal samotářským a již nepublikoval tak často. Po tomto románu následovala sbírka krátkých povídek Devět povídek (1953), román a krátký příběh Franny a Zooey (1961), a soubor dvou románů Vzhůru, tesaři, do výše střechu zvedněte! / Seymour: Úvod (1963). Jeho posledním vydaným dílem byl román s názvem Hapworth 16, 1924, který se objevil v magazínu The New Yorker 19. června 1965.
Salinger bojoval s nechtěnou pozorností, včetně právní bitvy s životopiscem Ianem Hamiltonem a uvedení jeho osoby v pamětech napsaných dvěma, jemu velice blízkými osobami: Joyce Maynardovou, jeho bývalou milenkou, a dcerou Margaret Salingerovou. V roce 1996 oznámil malý nakladatel, že se dohodl se Salingerem na knižním vydání románu Hapworth 16, 1924, ale kvůli následné publicitě bylo vydání knihy odloženo.

## Život
Salinger se narodil na Manhattanu v New Yorku. Jeho otec Solomon byl Žid polského původu, který prodával košer sýry. Jeho matka Marie Jillich byla napůl Skotka a napůl Irka. Změnila si jméno na Miriam a přestoupila na židovství. O tom, že jeho matka nebyla Židovka, se J. D. dozvěděl až po své bar micva. Měl sestru Doris (1911–2001).
Salinger navštěvoval veřejnou školu ve West Side na Manhattanu, devátý a desátý ročník strávil na soukromé škole McBurney. Účinkoval v několika divadelních hrách a i přesto, že jeho otec nesouhlasil s nápadem, aby se J. D. stal hercem, předvedl své nadání pro drama. Poté nastoupil na vojenskou akademii Valley Forge v Pensylvánii. Již na škole McBurney přispíval do školního časopisu a ve Valley forge začal psát povídky „pod přikrývkou, v noci, za pomoci baterky“. V roce 1936 začal studovat na New York University, ale na jaře studium ukončil. Na podzim ho otec přemluvil, aby se naučil obchodovat, a poslal ho pracovat do společnosti ve Vídni, kde měl možnost si vylepšit svou němčinu a francouzštinu. Vídeň opustil asi měsíc předtím, než Rakousko na jaře 1938 připadlo Adolfu Hitlerovi. Nastoupil na Ursinus College v Pensylvánii, kde však vydržel pouze jeden semestr. V roce 1939 navštěvoval večerní kurzy tvůrčího psaní na Columbia University, kde byl jeho učitelem dlouholetý editor časopisu Story, Whit Burnett. Během druhého semestru kurzů si Burnett všiml jeho talentu, kdy dokončil tři povídky. Na jaře 1940 Salingerovi vyšla ve Story první povídka nazvaná „Mladí lidé“, pojednávající o několika lidech bez životního cíle. Burnett se stal jeho mentorem a několik let si dopisovali.
Po ukončení 2. světové války se jako příslušník kontrarozvědky účastnil výslechu válečných zajatců, do Ameriky se vrátil až roku 1946 spolu s manželkou Sylvií Welterovou. Rozešel se s ní poté, co zjistil, že byla informátorkou gestapa. V létech 1955 - 1967 byla jeho manželkou Claire Douglas, s níž měl dvě děti - Margaret Salinger (*1955) a Mathewa "Matt" Salingera (*1960). V roce 1988 se oženil s o čtyřicet let mladší Colleen O'Neill (shoda příjmení s Oonou O'Neill je náhodná).

## Druhá světová válka
V roce 1941 se seznámil s Oonou O'Neillovou, dcerou dramatika Eugena O'Neilla. Často jí telefonoval a psal jí dlouhé dopisy. Jejich vztah skončil, když se Oona seznámila s Charlie Chaplinem, za něhož se později provdala. V roce 1941 pracoval na vyhlídkové lodi v Karibiku, kde působil jako organizační ředitel a občas i jako bavič.
V témže roce začal posílat své krátké příběhy do magazínu The New Yorker. Magazín několik jeho povídek odmítl. Byly to například: „Lunch for Three“ (Oběd pro tři), „Monologue for a Watery Highball“ (Monolog pro Wateryho Highballa), a „I went to school with Adolf Hitler“ (Chodil jsem do školy s Adolfem Hitlerem). V prosinci 1941 přijali jeho povídku „Slight Rebellion Off Madison“ – příběh o nespokojeném teenagerovi Holdenu Caulfieldovi s „předválečnou nejistotou“. Když Japonsko zaútočilo na Pearl Harbor, byla povídka označena jako „nepublikovatelná“ a objevila se v magazínu až v roce 1946. Na jaře 1942, několik měsíců poté, co Spojené státy vstoupily do druhé světové války, byl J. D. naverbován do armády.
V průběhu tažení z Normandie do Německa se setkal s Ernestem Hemingwayem, spisovatelem, který ho ovlivnil a který pracoval jako válečný dopisovatel v Paříži. Byl ohromen Hemingwayovou přátelskostí a skromností. Hemingway byl zaujat jeho tvorbou a poznamenal: „Pane, ten má tedy fantastický talent“. Oba spisovatelé si poté dopisovali. Salinger Hemingwayovi v červnu 1946 napsal, že jejich setkání bylo pro něho tou nejlepší vzpomínkou na válku. Dále uvedl, že pracuje na divadelní hře o Holdenu Caulfieldovi, hlavní postavě jeho příběhu „Slight Rebellion Off Madison“ a že doufá, že bude moci hlavní postavu sám hrát.

## Kdo chytá v žitě
Ve 40. letech se svěřil několika lidem, že pracuje na románu o Holdenu Caulfieldovi. Román Kdo chytá v žitě byl vydán 16. července 1951. Děj románu je jednoduchý, pojednává o sedmnáctiletém Holdenovi a jeho zkušenostech z New York City, jeho vyloučení a odchodu z elitní školy. Kniha je však význačná svým ironickým hlasem vypravěče v první osobě, Holdena. Umožňuje hluboký pohled a zároveň nespolehlivou výpověď vypravěče, který vysvětluje důležitost loajality, „falešnost“ dospělosti a svou vlastní neupřímnost. V roce 1953 Salinger v rozhovoru pro školní noviny přiznal, že je román „tak trochu“ autobiografický, a uvedl, že „Moje dětství bylo hodně stejné jako toho chlapce v knize… Byla to velká úleva, že jsem to lidem řekl.“
Prvotní reakce na jeho knihu byly velmi rozporuplné, od hodnocení „neobvykle brilantní debut“ od The New York Times až po degradaci kvůli monotonnímu jazyku a „nesmrtelnosti a perverzi“ Holdena, který nadává a často mluví o příležitostném sexu a prostituci. Román měl ovšem velký úspěch. V průběhu dvou měsíců od vydání byl dán osmkrát k dotisku. Třicet týdnů byl na seznamu bestsellerů New York Times.
Prvotní úspěch byl vystřídán poklesem popularity, ale v 50. letech se román stal, dle Iana Hamiltona, „knihou, kterou si všichni dospívající musí koupit, jako nezbytnou příručku jak být ,cool’ a neafektovaný“. Noviny začaly vydávat články o „Kultu toho, který chytá v žitě“ a román byl v několika zemích a v některých amerických školách zakázán, kvůli tématu a „nadměrnému užívání sprostých slov“. Jeden pečlivý rodič napočítal v americké verzi tohoto románu 237krát slovo „goddam“, 58krát „bastard“, 31krát „christsake“ a 6krát „fuck“.
V 70. letech bylo několik amerických učitelů, kteří zadali knihu k četbě, propuštěno anebo donuceno k rezignaci. V roce 1979 cenzura uvedla, že román Kdo chytá v žitě „je nepochybně nejčastěji cenzurovanou knihou na světě a zároveň druhým nejčastěji vyučovaným románem na veřejných středních školách“ (po O myších a lidech od Johna Steinbecka). Kniha je stále velmi čtená. Do roku 2004 bylo celosvětově prodáno přes 65 milionů výtisků.
Po úspěchu románu Kdo chytá v žitě dostal Salinger několik nabídek ke zfilmování románu, mimo jiné od Samuela Goldwyna. Mezi režiséry, kteří by si chtěli zajistit práva na zfilmování, jsou i tak význačná jména jako Billy Wilder, Harvey Weinstein či Steven Spielberg. V 70. letech Salinger uvedl, že „se Jerry Lewis již léta snaží dostat k roli Holdena“. Opakovaně ho odmítl a v roce 1999 Joyce Maynardová uvedla, že „jediným člověkem, který kdy mohl hrát Holdena Caulfielda, byl sám J. D. Salinger“.

## Dílo
- Kdo chytá v žitě (The Catcher in the Rye, 1951; do češtiny přeložili Luba a Rudolf Pellarovi) – vypravěč je dospívající jedinec, neúspěšný student Holden Caulfield. Autor s ním sympatizuje a provází čtenáře po jeho pocitech, vnitřních zmatcích. Hrdina je nekomunikativní, složitost navazování kontaktů spočívá v odlišnosti jeho světa a okolního světa. Je to srovnání přirozeného světa se „šaškujícím“ okolím. Tato kniha byla jednou z nejčtenějších v 50. letech v USA.
- Devět povídek (Nine Stories) (1953)
- Franny a Zooey (Franny and Zooey) (1961)
- Vzhůru, tesaři, do výše střechu zvedněte! / Seymour: Úvod (Raise High The Roof Beam, Carpenters; Seymour: An Introduction) (1963)

Kromě toho Salinger napsal celkem 35 povídek, z nichž většina vyšla pouze v časopisech (např. The New Yorker).

## Zajímavosti
- Povídka „Smějící se muž“ (the Laughing man) dala jméno jedné postavě v animovaném seriálu Ghost in the Shell: Stand Alone Complex. Je tam také uveden úryvek z knihy Kdo chytá v žitě:

| „ | Napadlo mě, že bych mohl předstírat, že sem jakože hluchoněmej. Tak bych se nemusel s nikým pouštět do žádnejch zatraceně blbejch a zbytečnejch rozhovorů. Když by se mnou chtěl někdo mluvit, tak by to musel napsat na kus papíru a ukázat mi to. Za chvíli by je to začlo pořádně nudit a pak bych z toho byl venku, měl bych s rozhovorama pokoj na celej zbytek života. | “ |